# Vuelo 405 de USAir
El vuelo 405 de USAir fue un vuelo regular entre Nueva York y Cleveland que cayó a la bahía de Flushing, estado de Nueva York (Estados Unidos), cuando trataba de despegar del Aeropuerto de La Guardia el 22 de marzo de 1992. La causa principal del accidente fue atribuida al congelamiento de la aeronave empleada en este vuelo, un Fokker F28, que mató a 27 de los 51 ocupantes de la aeronave y resultaron heridas 24.
Tres años antes otro Fokker F28 se congeló en vuelo y se estrelló, el del vuelo 1363 de Air Ontario el 10 de marzo de 1989, que tuvo saldo trágico al igual que el vuelo 405. Otra de las causas del accidente fue el descongelamiento inapropiado del avión en el Aeropuerto de La Guardia, porque el descongelante utilizado en la maniobra solo fue efectivo por 15 minutos y cuando el avión despegó ya tenía una gran cantidad de hielo acumulado en el fuselaje, lo que le impidió despegar y levantar vuelo.

## Aeronave y tripulación de vuelo

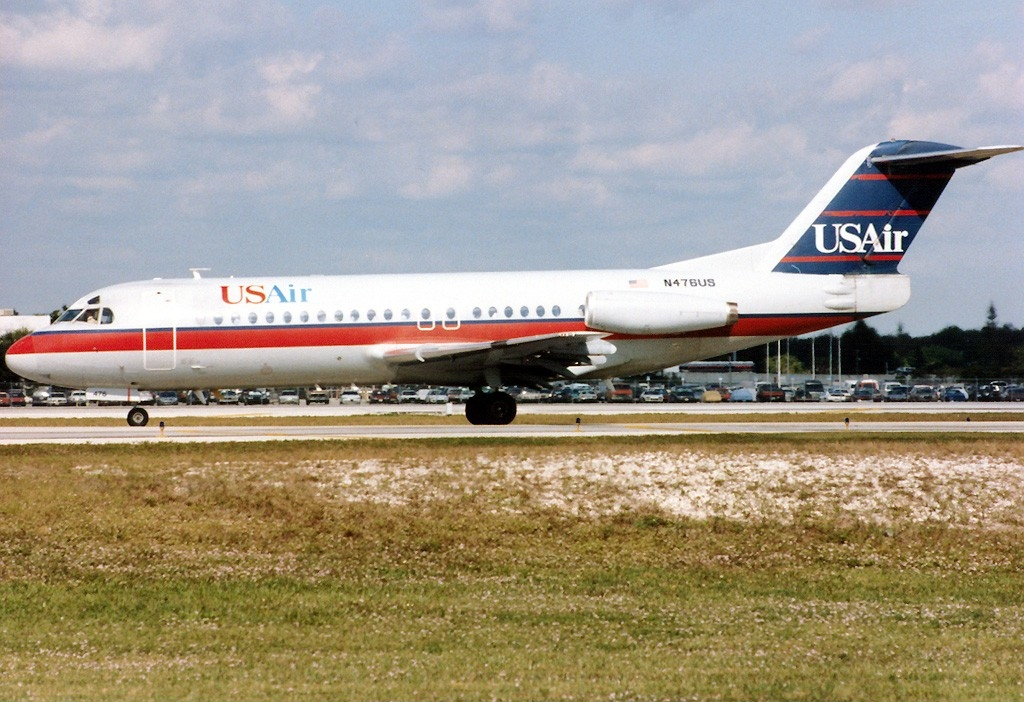
Avión similar al accidentado.

La aeronave implicada en el vuelo 405 era un Fokker F28 Fellowship, de fabricación holandesa, que fue entregado a Piedmont Airlines, su primer propietario en agosto de 1986 y pasó a formar parte de la flota de USAir (hoy US Airways) cuando ambas aerolíneas se fusionaron en agosto de 1989. Tenía la matrícula N485US y para 1992 tenía 12462 horas de vuelo acumuladas.
La tripulación de vuelo estaba conformada por el capitán Wallace J. Majure II, de 44 años de edad y 9820 horas de vuelo como piloto de cinco aviones, entre esos el F28, el primer oficial John J. Rachuba, que tenía 4507 horas de vuelo en varios aviones, entre esos el F28 y las azafatas Janice King y Debra Andrews Taylor.

## Retrasos en el carreteo
La aeronave despegó del Aeropuerto de Jacksonville, en Jacksonville, Florida, horas antes del accidente, aunque la salida se retrasó por el mal tiempo en Nueva York y el retiro del equipaje de un pasajero que no abordó el avión. El aterrizaje transcurrió sin mayores incidentes y el avión no fue retrasado significativamente mientras esperaba aterrizar en La Guardia, pero la congestión de las calles de rodaje en el aeropuerto retrasó su llegada a la puerta de embarque.
Luego de una hora y seis minutos de retraso el avión llegó a la puerta B1, donde el capitán Majure notificó a un mecánico de tierra que su avión estaba en perfectas condiciones. Mientras tanto el avión era desembarcado por la tripulación para utilizar las instalaciones de la terminal aérea. Las malas condiciones meteorológicas empeoraron notablemente cuando el avión fue descongelado con una mezcla de glicol y agua, que fue efectiva por 15 minutos. Al terminar el proceso uno de los dos camiones descongelantes retrasó la salida del avión cuando presentó problemas mecánicos, como consecuencia quedó inmovilizado por 20 minutos en una posición que impidió el carreteo de la aeronave a la pista. Luego de que el camión descongelante fue reparado, el capitán Majure solicitó una segunda aplicación de la mezcla descongelante, aunque la tripulación no hizo una revisión externa de la aeronave y USAir no requería este procedimiento. Tras la segunda descongelación el control de tráfico aéreo de La Guardia autorizó al vuelo 405 para carretear a la pista 13. La tripulación completó el checklist previo al despegue en el carreteo.
El sistema de deshielo fue activado para ambos motores. El capitán Majure anunció a los pasajeros que mantendrían los flaps desplegados durante el despegue y que no deberían preocuparse de verlos retraídos. Puso una taza de café vacía en la palanca de los flaps como un recordatorio de su posición, un procedimiento utilizado por muchos pilotos. El capitán Majure anuncia al primer oficial Rachuba que usarían los procedimientos estándar de USAir para congelación, lo que incluyó la posición de los flaps en un ángulo de 18° y también decidieron quitarla con una velocidad de 110 nudos.
El informe meteorológico para La Guardia mostró que la noche del accidente las calles de rodaje estuvieron cubiertas de nieve. La pista 13 también estaba cubierta de una fina capa de aguanieve, a pesar de haber sido arada, tratada con urea y lijada.
Mientras carreteaba por la pista 13 el avión la tripulación discute acerca del procedimiento de deshielo empleado en la puerta de embarque. El primer oficial Rachuba sugirió al capitán Majure que el avión delante de ellos en la cola podría mantener sus alas libres de hielo, pero el capitán Majure respondió que la sugerencia era una mala idea porque los podría congelar a ellos. Los pilotos del vuelo 517 de Northwest Airlines, un Boeing 757, observaron las alas del F28 y vieron que tenían hielo encima.
Al retraso en el deshielo se sumó el del permiso de la torre de control para despegar, que duró entre 25 y 45 minutos por la gran cantidad de aviones que esperaban sus correspondientes autorizaciones para el despegue.

## Despegue y posterior caída a la bahía de Flushing
Luego de recibir su autorización para despegar, los pilotos iniciaron la maniobra. El primer oficial Rachuba describió el despegue como normal a través de la rotación, afirmando que no tuvieron que lidiar con vibraciones, velocidad, ruido ambiental o control direccional anormales, mientras ganaban altitud en vuelo. Pero la nieve acumulada en las alas impidió su ascenso, haciendo que el F28 caiga a la bahía de Flushing, cercana a la pista de aterrizaje del Aeropuerto de La Guardia. La parte delantera del fuselaje quedó sumergida en las aguas heladas de la bahía, mientras que la cola y las alas del avión estaban en la cabecera de la pista.
El capitán Majure y la azafata Janice King murieron en el accidente junto con 25 pasajeros, mientras el primer oficial Rachuba y la azafata Debra Andrews Taylor sobrevivieron junto con 22 pasajeros. Al lugar del accidente llegaron las autoridades portuarias de Nueva York y Nueva Jersey, que colaboraron con las tareas de rescate, a pesar de que sortearon las malas condiciones meteorológicas del lugar.
Según se lee en el informe del accidente:

Antes del impacto ninguno de los pasajeros asumió la posición de aterrizaje de emergencia. Después de que el avión se estrellara, muchos de los pasajeros de la parte delantera estaban boca abajo y otros quedaron sumergidos en el agua. Algunos pasajeros trataron de moverse de sus asientos mientras tenían abrochado el cinturón de seguridad y otros tuvieron problemas para localizar y liberar las hebillas del cinturón de seguridad producto de la desesperación. Los pasajeros de la parte trasera del avión lograron escapar por unos agujeros grandes en la cabina, mientras el primer oficial Rachuba y la azafata Debra Andrews Taylor escaparon por un agujero en el piso de la cabina cercano al asiento de la azafata y varios pasajeros sacaban a otros del avión siniestrado, para ser rescatados por el personal de tierra.

## Investigación de la NTSB
La NTSB envió un equipo al lugar del accidente para la investigación. Llegaron a la conclusión de que la tripulación no sabía que había acumulado hielo en las alas, que redujo el flujo de aire en las alas y le impidió ascender. La investigación duró menos de un año.
Durante la investigación se encontró una falla en el diseño de las alas del F28, que hace a esta aeronave extremadamente vulnerable a la acumulación de hielo. Debido al ángulo de las alas, incluso una pequeña cantidad de hielo podría tener efectos devastadores. Cuando la NTSB, en colaboración con Fokker investigó el efecto del hielo sobre una aeronave, halló que las partículas de hielo muy pequeñas (de entre 1 a 2mm por cm²) pueden causar pérdida de elevación de más del 20%. Un documento escrito por Fokker antes del accidente detalló el efecto del hielo en el ala de un F28, advirtiendo que la aeronave se haría incontrolable incluso con una pequeña cantidad de hielo en las alas.
El informe final de la NTSB citó la causa probable del accidente del vuelo 405 de la siguiente forma:

El fracaso de la industria aérea y de la Administración Federal de Aviación para proporcionar equipos de vuelo con los procedimientos, requisitos y criterios compatibles con retraso en salida en condiciones propicias para el congelamiento del fuselaje y la decisión tomada por la tripulación de vuelo para despegar sin seguridad positiva que las alas estaban libres de acumulación de hielo después de 35 minutos de exposición a la precipitación posterior al deshielo. La contaminación del hielo en las alas dio lugar a una pérdida aerodinámica y de control después del despegue.

## Recomendaciones de la NTSB
La NTSB hizo varias recomendaciones a la Administración Federal de Aviación, exigiendo que los miembros de la tripulación de vuelo y personal de tierra se encarguen de la inspección de los aviones con respecto a la acumulación de hielo en las alas y reciban formación periódica que ilustre acerca del tema.
También exigió a las aerolíneas establecer una forma de informar a las tripulaciones sobre los tipos de fluido descongelante y mezcla utilizada, la actual tasa de acumulación de humedad y el tiempo de duración del descongelante en el fuselaje.

## Filmografía
Este accidente fue presentado en la séptima temporada de la serie Mayday: catástrofes aéreas, en el episodio «Asesino glacial», junto con el accidente del vuelo 1363 de Air Ontario.
Es mencionado en el capítulo 4 de la 1° temporada de la serie Supernatural titulado «Viajero fantasma», en el cual se relata que algunos restos de la aeronave del vuelo 405 fueron utilizados en otros aviones, los cuales comenzaron a manifestar actividad paranormal, debido a que los espíritus del piloto y copiloto que fallecieron en dicho vuelo, quedaron ligados a ellas.